# Hidrografie
Hidrografia este o ramură a hidrologiei care studiază hidrosfera sau o parte a ei, respectiv se ocupă cu studiul apelor de suprafață dintr-o regiune (râuri, fluvii, lacuri, mări, oceane), cu descrierea și reprezentarea acestora pe hartă.
Prin extensie, termenul desemnează totalitatea apelor de suprafață de pe un anumit teritoriu, respectiv totalitatea hărților ce reprezintă o mare sau un ocean.